# Oyana Lugn-Rodriguez
Oyana Lugn-Rodriguez, folkbokförd Hilda Oyana Nerea Rodriguez Lugn, född 30 mars 1980 i Norrbo församling, Gävleborgs län, är en svensk skådespelare som bland annat spelat rollen som Sirpa "Bimbo" Koskinen i säsong 1–3 i TV-serien Tre Kronor.
Rodriguez-Lugn är yngre halvsyster till Jonatan Rodriguez, och dotter till Juan Rodríguez. Jonatan och Juan hade även de roller i Tre Kronor. Modern Nina Lugn är skådespelare och regissör.

## Filmografi
- Sanna ögonblick
- Tre Kronor